# 叙尔河畔埃佩尔当日
叙尔河畔埃佩尔当日（法語：Erpeldange-sur-Sûre），简称埃佩尔当日，是卢森堡东北部的一个市镇和小镇，位于叙尔河畔，埃特尔布吕克和迪基希之间，属于迪基希县。
叙尔河畔埃佩尔当日于1850年7月1日与希伦一同从埃特尔布吕克划出成立。成立叙尔河畔埃佩尔当日的法律于1850年1月22日获得通过
叙尔河畔埃佩尔当日城堡现在是市镇的行政办公室，其历史可以追溯到13世纪。

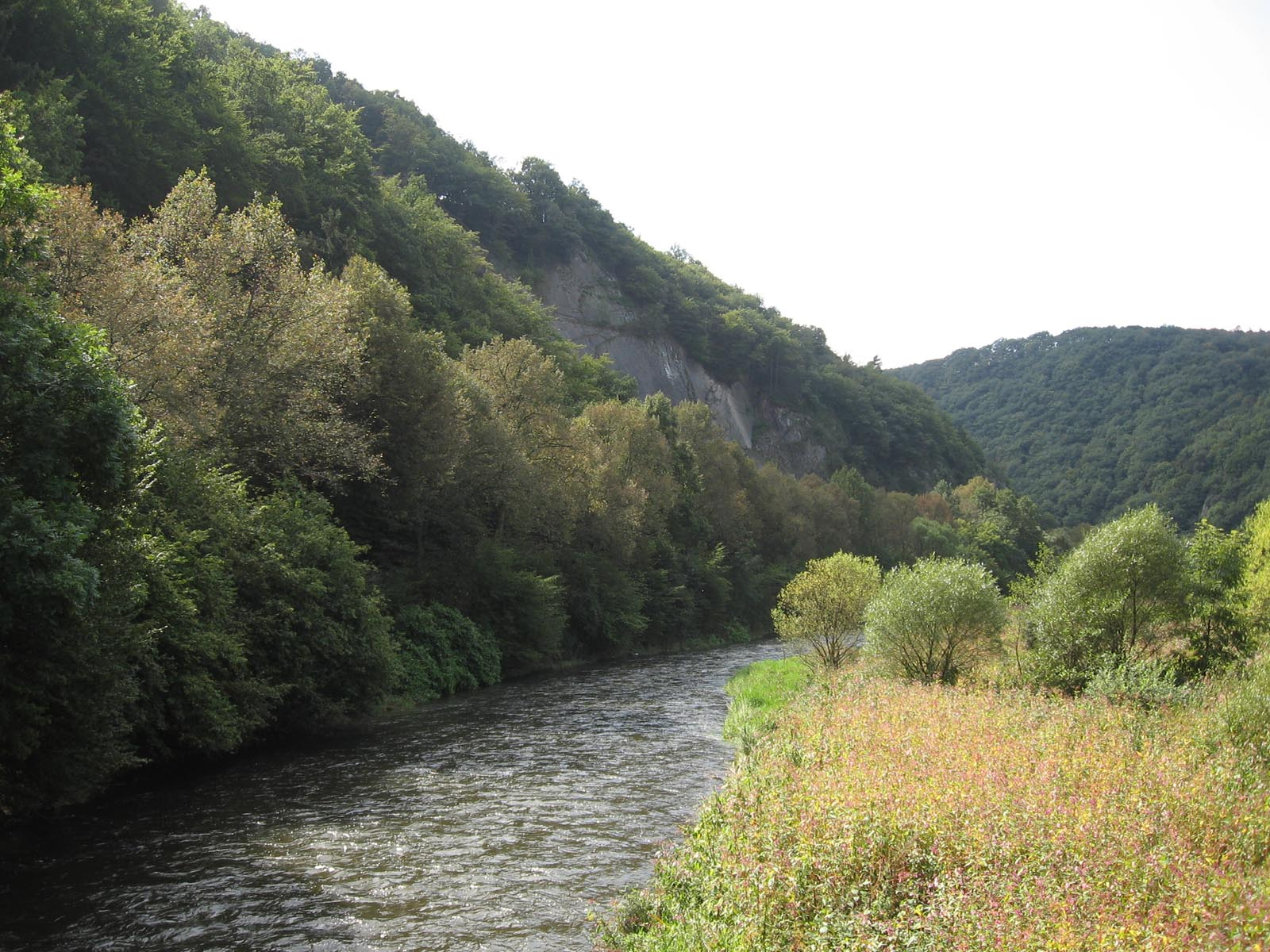
位于埃佩尔当日的叙尔河